# 대한민국 형법 제76조
대한민국 형법 제76조는 가석방의 효과에 대한 형법총칙의 조문이다.

## 조문
제76조(가석방의 효과) ① 가석방의 처분을 받은 후 그 처분이 실효 또는 취소되지 아니하고 가석방기간을 경과한 때에는 형의 집행을 종료한 것으로 본다.  <개정 1995.12.29.>
②전2조의 경우에는 가석방중의 일수는 형기에 산입하지 아니한다.

第76條(假釋放의 效果) ① 假釋放의 처분을 받은 후 그 처분이 失效 또는 取消되지 아니하고 假釋放期間을 경과한 때에는 刑의 執行을 종료한 것으로 본다. <改正 1995.12.29.>
②前2條의 境遇에는 假釋放中의 日數는 刑期에 算入하지 아니한다.

## 참고 문헌
- 신이철, 형법총론, 경찰승진연구회, 2005. ISBN 9788988777886
- 조현욱, 형법총론강의, 진원사, 2008 ISBN 9788990904621
- 손동권, 형법총론, 栗谷出版社, 2011. ISBN 9788991830936